# 沙雷伊-桑特拉
沙雷伊-桑特拉（法語：Chareil-Cintrat，法語發音：[ʃaʁɛj sɛ̃tʁa]）是法国阿列省的一个市镇，位于该省中南部，属于穆兰区。该市镇于1830年由原市镇沙雷伊（Chareil）和桑特拉（Cintrat）合并而成。

## 地理
沙雷伊-桑特拉（46°16'1"N, 3°13'14"E）面积12.77 平方千米，位于法国奥弗涅-罗讷-阿尔卑斯大区阿列省，该省份为法国中部省份，北起涅夫勒省、西北接谢尔省，西南至克勒兹省，南至多姆山省，东南临卢瓦尔省，东临索恩-卢瓦尔省。
与沙雷伊-桑特拉接壤的市镇（或旧市镇、城区）包括：巴耶、塞塞、埃特鲁萨、弗勒里耶勒、富里耶、蒙托尔、锡乌勒河畔圣普尔桑。
沙雷伊-桑特拉的时区为UTC+01:00、UTC+02:00（夏令时）。

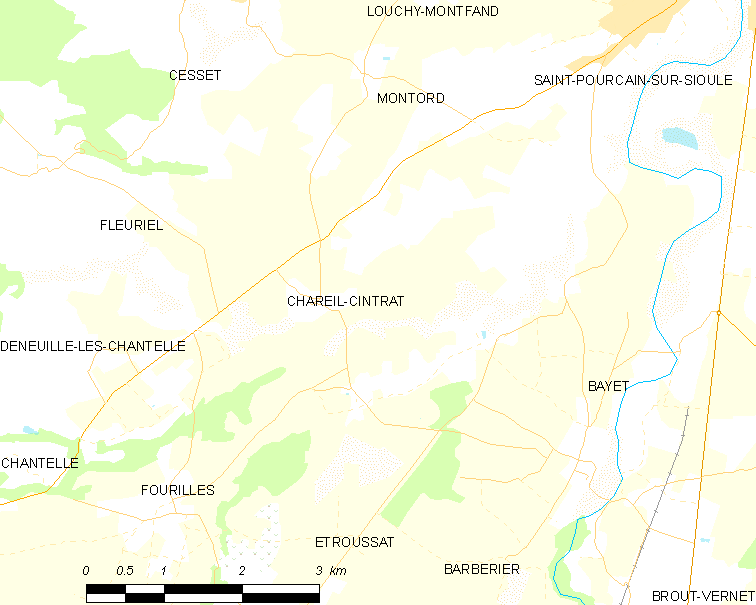
沙雷伊-桑特拉的OSM定位图

## 行政
沙雷伊-桑特拉的邮政编码为03140，INSEE市镇编码为03059。

## 政治
沙雷伊-桑特拉所属的省级选区为加纳县。

## 人口

1962-2008年间沙雷伊-桑特拉人口变化图示

沙雷伊-桑特拉于2022年1月1日时的人口数量为385人。